# Ptisana smithii
Ptisana smithii là một loài dương xỉ trong họ Marattiaceae. Loài này được Mett. ex Kuhn Murdock mô tả khoa học đầu tiên năm 2008.